# Loft (film, 2008)
Pour les articles homonymes, voir Loft (homonymie).
Pour plus de détails, voir Fiche technique et Distribution.
Loft est un thriller belge réalisé par Erik Van Looy en 2008 d’après un scénario original de Bart De Pauw.

## Synopsis
Le corps d'une femme est découvert dans le loft que cinq hommes mariés partagent. La suite des événements va révéler les détails de la présence de ce cadavre.

## Fiche technique
- Réalisation  : Erik Van Looy
- Scénariste : Bart De Pauw
- Décorateur : Kurt Loyens
- Costumes : Tine Verbeurgt
- Photographie : Dany Elsen
- Montage : Philippe Ravoet
- Son : Geert Engels, Peter Flamman et Wart Wamsteker
- Musique : Wolfram De Marco
- Maquillage : Esther de Goey
- Producteur : Hilde De Laere
- Distribution : Independent Films
- Budget : 3,5 millions d’Euros
- Format : Couleurs - 1:2.35 – Dolby Digital - 35 mm
- Langue : Néerlandais
- Dates de sortie : 
  -  Belgique : 16 octobre 2008 (première à Anvers) et le 22 octobre 2008 dans le reste de la Flandre et à Bruxelles.
- Box-office : 
  -  Belgique : 1 207 110 entrées, soit le plus grand succès du cinéma belge (le précédent record étant détenu depuis 1990 par Koko Flanel du réalisateur Stijn Coninx).

## Distribution
- Matthias Schoenaerts et Charlotte Vandermeersch lors du tournage de Loft.Koen De Bouw : Chris Van Outryve
- Filip Peeters : Vincent Stevens

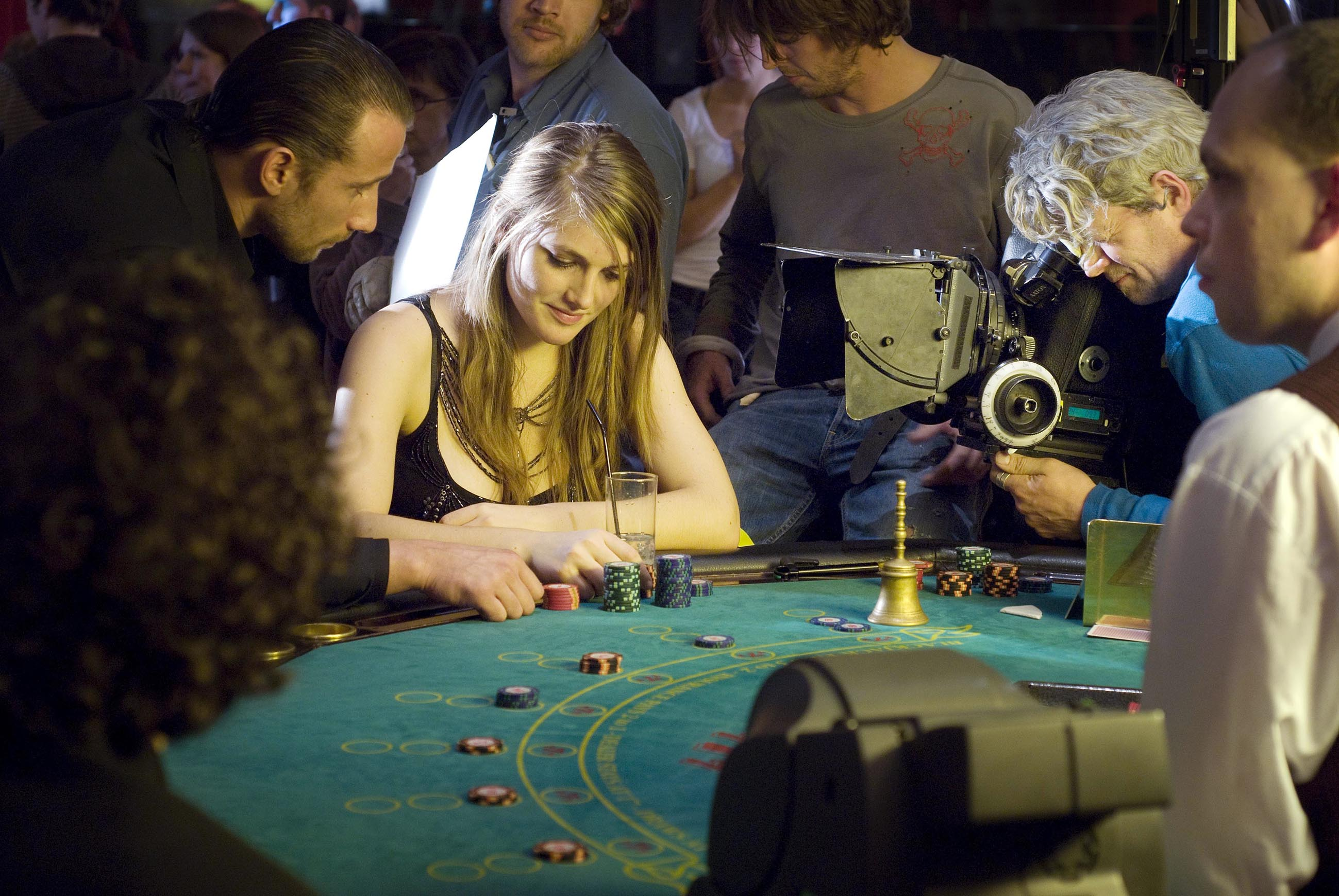
Matthias Schoenaerts et Charlotte Vandermeersch lors du tournage de Loft.

- Bruno Vanden Broecke : Luc Seynaeve
- Matthias Schoenaerts : Filip Willems
- Koen De Graeve : Marnix Laureys
- Veerle Baetens : Ann Maraï
- Marie Vinck : Sarah Delporte
- An Miller : Ellen
- Tine Reymer : Barbara
- Wine Dierickx : Elsie
- Charlotte Vandermeersch : Vicky
- Maaike Cafmayer : Miriam
- Sara De Roo : l'enquêtrice
- Dirk Roofthooft : l'enquêteur
- Gene Bervoets : le bourgmestre Van Esbroeck
- Jan Decleir : Ludwig Tyberghein
- Laura Verlinden : Sharon
- Imke Courtois : l'amie de Sharon